# Porcelanka ośla
Porcelanka ośla (Palmadusta asellus) – gatunek ślimaka z rodziny porcelanek (Cypraeidae) pochodzący z rejonu Indo-Pacyfiku. Wyróżnia się trzy podgatunki. Muszla osiąga niewielkie rozmiary – od 9 do 31 mm.